# Gąsienicznikowate
Gąsienicznikowate (Ichneumonidae) – rodzina owadów z rzędu błonkoskrzydłych licząca ok. 30 tys. gatunków, w Polsce występuje ok. 3200.
Owady dorosłe żywią się nektarem i pyłkiem kwiatowym, larwy są parazytoidami larw innych owadów. Samice gąsieniczników mają pokładełko, przy pomocy którego umieszczają jaja wewnątrz ciał ofiar. Gatunki wyposażone w krótkie pokładełko składają jaja w larwach żerujących na roślinach, natomiast samice gąsieniczników wyposażone w długie pokładełko potrafią zaatakować także larwy żerujące pod korą w drewnie.
Dział entomologii, poświęcony badaniu gąsieniczników, nazywa się nierzadko ichneumonologią.